# Estadio Luis Köster
El Estadio Luis Köster es un estadio de Uruguay ubicado en la ciudad de Mercedes en el departamento de Soriano.
Tiene capacidad para 8.000 espectadores.

## Historia
El estadio lleva su nombre en homenaje a Don Luis Köster (vecino muy querido y respetado de la ciudad de Mercedes-Soriano), quien fue intendente, promotor de la construcción del estadio (candidato del partido Blanco), y gobernó el departamento de Soriano en dos periodos (1938-1942 y 1947-1951) .Vecino que fue votado no solo por sus correligionarios del partido Blanco, sino también por los del partido Colorado. El Intendente, hombre de fuerte personalidad y saneados antecedentes a quien todos llamaban "Don Luis", realizó muchas obras para el departamento de Soriano (Ejs : Hotel Brisas del Hum, sede de la actual Intendencia de Soriano, en las calles 18 y Giménez, Hormigonado de Mercedes y Dolores, compró el predio y dejó los fondos para construir el Estadio de Futbol que hoy lleva su nombre). Fue reconocido por su gran honestidad y austeridad en la administración del Municipio.
Pertenece a la Intendencia de Soriano, y en él se juegan partidos de la liga local y la selección de Soriano.
En su inauguración se jugó amistoso Departamental, Soriano y Colonia, el cual terminó con victoria del local 1 a 0 con gol de Pedrozo. Soriano alistó a González, Acosta y Roa, Duarte, Pedrozo y Núñez, Torres, Espalter, Rodríguez, Ferreira y Martinelli.

## Instalaciones
Actualmente cuenta con la siguiente infraestructura:
- Cancha de futbol de césped profesional abierta con tribunas para 8000
personas sentadas.
-Pista de Atletismo de 400 m con 8 carriles en las dos rectas de 100 m, 6 carriles en las curvas.
- Cancha de basquetbol abierta.
- Cancha de voleibol abierta.
- Gimnasio cerrado para gimnasia artística, gimnasia funcional y
actividades masivas de 22 m x 8mts.
- Salón para actividades masivas, baile, aeróbica de 10 m x 6 m.
- Salón para karate, judo y actividades masivas de menor tamaño 6mx6m.
- Oficinas del Departamento de Deportes de la Intendencia de Soriano.
- Vestuarios para jugadores.
- Vestuarios para jueces.
- Baños públicos.

## Proyecto Soriano Arena
El proyectado Centro Deportivo Arenas Soriano tendrá lugar en el hoy Estadio abierto Luis Koster; se calcula que demandará una inversión de ocho millones de dólares y tendrá piscinas cerrada y abierta, gimnasios, alojamiento para deportistas y otras funcionalidades para satisfacer las necesidades de la población en la materia. La Oficina de Planeamiento y Presupuesto (OPP) y el gobierno departamental presentaron la iniciativa en Mercedes y se recibieron aportes de los vecinos.
El centro polideportivo destinado a gimnasio podrá recibir hasta 2000 espectadores e incluirá piscina semi-olímpica, piscina secundaria, gimnasios alternativos, alojamientos para deportistas, salón de usos múltiples, salas de reuniones, oficina de deportes, gradas a estadio, cabinas, cantina, cocina, vestuarios, baños, depósitos, y demás instalaciones secundarias, en un total estimado de 5800 metros cuadrados cubiertos y 6800 construidos.